# Jens-Halvard Bratz
Jens-Halvard Bratz (21. april 1920 i Østre Aker – 19. januar 2005 i Oslo) var en norsk politiker (H) og industriminister i Kåre Willochs regering fra 1981 til 1983. 
Han var direktør ved Grorud Jernvarefabrikk og præsident i Norges Industriforbund. Han var formand i Jern- og Metallvarefabrikkenes Landsforening. Han var ridder af St. Olavs Orden og Kommandør af den svenske Vasaordenen.